# Rieupeyroux
Rieupeyroux (okzitanisch: Riupeirós) ist eine französische Gemeinde mit 1.922 Einwohnern (Stand: 1. Januar 2022) im Département Aveyron in der Region Okzitanien. Sie gehört zum Arrondissement Villefranche-de-Rouergue und zum Kanton Aveyron et Tarn. Die Einwohner werden Rieupeyrousain genannt.

## Geografie
Rieupeyroux liegt auf einem Bergrücken im südwestlichen Teil des Zentralmassivs. Umgeben wird Rieupeyroux von den Nachbargemeinden Recoules-Prévinquières im Norden, Colombiès im Nordosten, Castanet im Osten, Pradinas im Südosten, La Salvetat-Peyralès im Süden und Südwesten, La Capelle-Bleys im Westen, Le Bas Ségala im Westen und Nordwesten sowie Compolibat im Nordwesten.
Durch die Gemeinde führen die frühere Route nationale 111 (heutige D911) und die frühere Route nationale 605 (heutige D905). An der südöstlichen Gemeindegrenze entspringt das Flüsschen Liort, das zum Lézert entwässert.

## Bevölkerungsentwicklung
| Jahr | Einwohner |
| ---- | --------- |
| 1962 | 2401      |
| 1968 | 2492      |
| 1975 | 2524      |
| 1982 | 2556      |
| 1990 | 2348      |
| 1999 | 2157      |
| 2006 | 2066      |
| 2012 | 2040      |
| 2019 | 1949      |

## Sehenswürdigkeiten
- Kirche Saint-Martial aus dem 13. Jahrhundert, Monument historique seit 1923

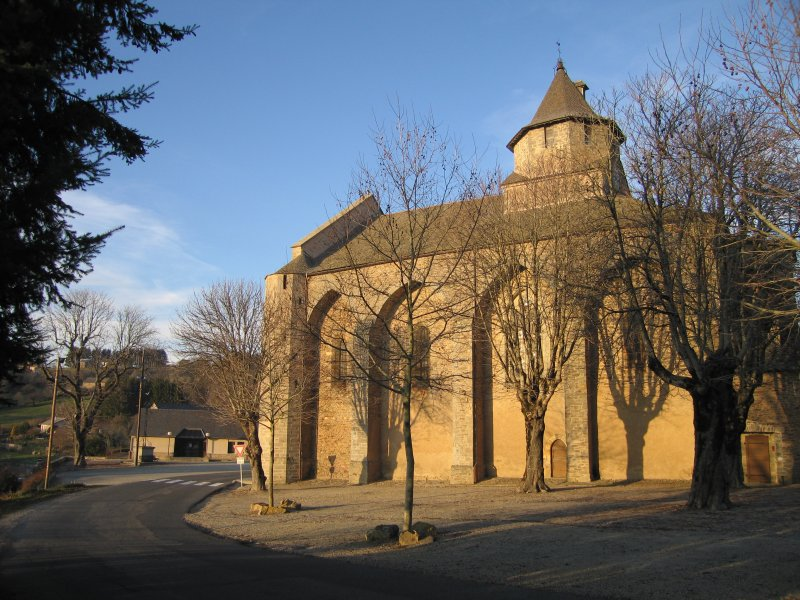
Kirche Saint-Martial

## Persönlichkeiten
- Raymond Gaston Joseph Séguy (1929–2022), Bischof von Gap (1981–1987) und Autun (1987–2006)